# Robert Culat
Robert Culat, né le 11 février 1968 à Marseille, est un prêtre catholique du diocèse d'Avignon, connu pour ses prises de position en faveur du végétarisme et du black metal.

## Biographie
Robert Culat est ordonné prêtre à Avignon en Vaucluse en 1993. L'année suivante, il est chargé de l'aumônerie d'Orange, où quelques jeunes lui font découvrir le heavy metal, auquel il prend goût.
Il dessert plus tard l'église Saint-Pierre à Piolenc, et s'y fait connaître par les expositions qu'il organise et par ses opinions sur l'art contemporain, il juge notamment que « tout patrimoine artistique authentique est au service de la gloire de Dieu ».
Il est ensuite vicaire à Carpentras.
De 2010 à 2022, il est au service de la communauté catholique francophone de Copenhague au Danemark. Depuis 2022, il est affecté au diocèse d'Avignon.

### Musique métal
Il est surtout connu pour son ouvrage sur le metal L'Âge du métal, paru en 2007 et qui compte 22 éditions. Il est aussi l'auteur avec Nicolas Bénard d'un livre sur Opeth et d'un autre sur Katatonia également publiés aux éditions Camion Blanc. Il déclare toutefois : « le metal est un peu comme une rose : on risque de se blesser avec les épines [...] je suis parfois très sévère. Je ne suis pas naïf. Par exemple, musicalement, j'apprécie le groupe Slayer. Mais je ne peux tolérer ses propos anti-chrétiens ».
Ses prises de position en faveur du heavy metal font régulièrement polémique. En juin 2010, le Père Culat est traité par certains catholiques de « blasphémateur », mais des fans de metal le rejettent aussi, cette fois en tant que « suppôt du monothéisme »,.

### Engagement écologiste
Il lutte contre le gaspillage alimentaire et défend les animaux, notamment contre l'élevage industriel, et prône à cette fin une nutrition végétarienne. Ces prises de position, il les tire de ses différentes documentations (Food, Inc., Le Monde selon Monsanto, etc.) et réflexions, dont l'enseignement biblique : « Et il ajouta : « Sur toute la surface de la terre, je vous donne les plantes produisant des graines et les arbres qui portent des fruits avec pépins ou noyaux. Leurs graines ou leurs fruits vous serviront de nourriture. » (Genèse, 1.29). Il rédige en 2015 un nouveau livre intitulé Méditations Bibliques sur les animaux publié chez L'Harmattan dans lequel il explique que la « place centrale de l'homme dans le dessein créateur de Dieu ne lui donne pas pour autant le droit de faire ce qu'il veut du don de la création ». En 2016 paraît la suite des Méditations bibliques sur les animaux , publiée chez L'Harmattan sous le titre de Le paradis végétarien - méditations patristiques, ouvrage dans lequel l'auteur étudie comment les Pères de l'Eglise ont lu et interprété le verset 29 du chapitre premier de la Genèse dans lequel Dieu donne à l'homme un régime végétarien. En 2018 il écrit un livre qui relie métal et écologie, Cattle Decapitation, Ecologie Gore.

## Ouvrage
- Méditations bibliques sur les animaux, L'Harmattan, 2016, 156 pages
- Le paradis végétarien - méditations patristiques, L'Harmattan, 2016, 142 pages